# Tour international d'Oranie 2016
La 2e édition du Tour international d'Oranie a eu lieu le 5 au 7 mars 2016. La course fait partie du calendrier UCI Africa Tour 2016 en catégorie 2.2.

## Présentation

### Équipes
Classé en catégorie 2.2 de l'UCI Africa Tour, le Tour international d'Oranie est par conséquent ouvert aux équipes continentales professionnelles, aux équipes continentales, aux équipes nationales, aux équipes régionales et de clubs et aux équipes mixtes d'équipes africaines.
Quatorze équipes participent à ce Grand Prix d'Oran - quatre équipes continentales, cinq équipes nationales et cinq équipes régionales et de clubs :
| Équipes continentales | Équipes continentales | Équipes continentales |
| Nom de l'équipe       | Pays                  | Code                  |
| --------------------- | --------------------- | --------------------- |
| Staki-Baltik Vairas   | Lituanie              | SBT                   |
| Vélo Club Sovac       | Algérie               | SOV                   |
| Al Nasr Dubaï         | Émirats arabes unis   | ANS                   |
| Massi-Kuwait Project  | Koweït                | KCP                   |

| Équipes régionales et de clubs | Équipes régionales et de clubs | Équipes régionales et de clubs |
| Nom de l'équipe                | Pays                           | Code                           |
| ------------------------------ | ------------------------------ | ------------------------------ |
| Arbo Denzel Cliff              | Autriche                       | ADC                            |
| Cevital                        | Algérie                        | CEV                            |
| Ooredoo                        | Algérie                        | OOR                            |
| El Majd                        | Algérie                        | ELM                            |
| Speed Road Gomistar            | Espagne                        | SRG                            |

| Équipes nationales          | Équipes nationales | Équipes nationales |
| Nom de l'équipe             | Pays               | Code               |
| --------------------------- | ------------------ | ------------------ |
| Équipe nationale d'Algérie  | Algérie            | ALG                |
| Équipe nationale d'Érythrée | Érythrée           | ERI                |
| Équipe nationale du Rwanda  | Rwanda             | RWA                |
| Équipe nationale de Tunisie | Tunisie            | TUN                |
| Équipe nationale de Syrie   | Syrie              | SYR                |

## Étapes
| Étape     | Date   | Villes étapes                      |                 | Distance (km) | Vainqueur d’étape | Leader du classement général |
| --------- | ------ | ---------------------------------- | --------------- | ------------- | ----------------- | ---------------------------- |
| 1re étape | 5 mars | Zeralda - Blida - Ain-Defla        | Étape vallonnée | 120           | Tomas Vaitkus     | Tomas Vaitkus                |
| 2e étape  | 6 mars | Oran - Mostaganem - Oran           | Étape vallonnée | 144           | Luca Wackermann   | Luca Wackermann              |
| 3e étape  | 7 mars | Oran - Ain Temouchent - Santa Cruz | Étape vallonnée | 130           | Luca Wackermann   | Luca Wackermann              |

## Classement des étapes

### 1reétape
| Classement de l'étape | Classement de l'étape | Classement de l'étape | Classement de l'étape | Classement de l'étape |
|                       | Coureur               | Pays                  | Équipe                | Temps                 |
| --------------------- | --------------------- | --------------------- | --------------------- | --------------------- |
| 1er                   | Tomas Vaitkus         | Lituanie              | Al Nasr Dubaï         | en 3 h 21 min 6 s     |
| 2e                    | Nassim Saidi          | Algérie               | Équipe d'Algérie      | m.t                   |
| 3e                    | Tesfom Okubamariam    | Érythrée              | Équipe d'Érythrée     | m.t                   |
| 4e                    | Ali Nouisri           | Tunisie               | Équipe de Tunisie     | m.t                   |
| 5e                    | Airidas Videika       | Lituanie              | Staki-Baltik Vairas   | + 32 s                |
| 6e                    | Luca Wackermann       | Italie                | Al Nasr Dubaï         | m.t                   |
| 7e                    | Abdellah Benyoucef    | Algérie               | Cevital               | m.t                   |
| 8e                    | Essaïd Abelouache     | Maroc                 | Al Nasr Dubaï         | m.t                   |
| 9e                    | Jesús Alberto Rubio   | Espagne               | Al Nasr Dubaï         | m.t                   |
| 10e                   | Darijus Džervus       | Lituanie              | Staki-Baltik Vairas   | m.t                   |
| modifier              |                       |                       |                       |                       |

| Classement général | Classement général  | Classement général | Classement général  | Classement général |
|                    | Coureur             | Pays               | Équipe              | Temps              |
| ------------------ | ------------------- | ------------------ | ------------------- | ------------------ |
| 1er                | Tomas Vaitkus       | Lituanie           | Al Nasr Dubaï       | en 3 h 21 min 6 s  |
| 2e                 | Nassim Saidi        | Algérie            | Équipe d'Algérie    | m.t                |
| 3e                 | Tesfom Okubamariam  | Érythrée           | Équipe d'Érythrée   | m.t                |
| 4e                 | Ali Nouisri         | Tunisie            | Équipe de Tunisie   | m.t                |
| 5e                 | Airidas Videika     | Lituanie           | Staki-Baltik Vairas | + 32 s             |
| 6e                 | Luca Wackermann     | Italie             | Al Nasr Dubaï       | m.t                |
| 7e                 | Abdellah Benyoucef  | Algérie            | Cevital             | m.t                |
| 8e                 | Essaïd Abelouache   | Maroc              | Al Nasr Dubaï       | m.t                |
| 9e                 | Jesús Alberto Rubio | Espagne            | Al Nasr Dubaï       | m.t                |
| 10e                | Darijus Džervus     | Lituanie           | Staki-Baltik Vairas | m.t                |
| modifier           |                     |                    |                     |                    |

### 2eétape
| Classement de l'étape | Classement de l'étape | Classement de l'étape | Classement de l'étape | Classement de l'étape |
|                       | Coureur               | Pays                  | Équipe                | Temps                 |
| --------------------- | --------------------- | --------------------- | --------------------- | --------------------- |
| 1er                   | Luca Wackermann       | Italie                | Al Nasr Dubaï         | en 3 h 19 min 9 s     |
| 2e                    | Darijus Džervus       | Lituanie              | Staki-Baltik Vairas   | + 13 s                |
| 3e                    | Essaïd Abelouache     | Maroc                 | Al Nasr Dubaï         | m.t                   |
| 4e                    | Yousif Mirza          | Émirats               | Al Nasr Dubaï         | m.t                   |
| 5e                    | Paulius Šiškevičius   | Lituanie              | Staki-Baltik Vairas   | + 1 min 15 s          |
| 6e                    | Martynas Maniušis     | Lituanie              | Staki-Baltik Vairas   | m.t                   |
| 7e                    | Tomas Vaitkus         | Lituanie              | Al Nasr Dubaï         | m.t                   |
| 8e                    | Abdelbasset Hannachi  | Algérie               | Cevital               | + 1 min 53 s          |
| 9e                    | Ali Nouisri           | Tunisie               | Équipe de Tunisie     | + 2 min 10 s          |
| 10e                   | Yacine Hamza          | Algérie               | Ooredoo               | + 2 min 29 s          |
| modifier              |                       |                       |                       |                       |

| Classement général | Classement général   | Classement général | Classement général  | Classement général |
|                    | Coureur              | Pays               | Équipe              | Temps              |
| ------------------ | -------------------- | ------------------ | ------------------- | ------------------ |
| 1er                | Luca Wackermann      | Italie             | Al Nasr Dubaï       | en 6 h 37 min 47 s |
| 2e                 | Essaïd Abelouache    | Maroc              | Al Nasr Dubaï       | + 13 s             |
| 3e                 | Darijus Džervus      | Lituanie           | Staki-Baltik        | m.t                |
| 4e                 | Yousif Mirza         | Émirats            | Al Nasr Dubaï       | m.t                |
| 5e                 | Tomas Vaitkus        | Lituanie           | Al Nasr Dubaï       | + 43 s             |
| 6e                 | Martynas Maniušis    | Lituanie           | Staki-Baltik Vairas | + 1 min 15 s       |
| 7e                 | Paulius Šiškevičius  | Lituanie           | Staki-Baltik Vairas | m.t                |
| 8e                 | Ali Nouisri          | Tunisie            | Équipe de Tunisie   | + 1 min 38 s       |
| 9e                 | Abdelbasset Hannachi | Algérie            | Cevital             | + 1 min 53 s       |
| 10e                | Yacine Hamza         | Algérie            | Ooredoo             | + 2 min 29 s       |
| modifier           |                      |                    |                     |                    |

### 3eétape
| Classement de l'étape | Classement de l'étape | Classement de l'étape | Classement de l'étape | Classement de l'étape |
|                       | Coureur               | Pays                  | Équipe                | Temps                 |
| --------------------- | --------------------- | --------------------- | --------------------- | --------------------- |
| 1er                   | Luca Wackermann       | Italie                | Al Nasr Dubaï         | en 3 h 29 min 50 s    |
| 2e                    | Essaïd Abelouache     | Maroc                 | Al Nasr Dubaï         | + 1 min 1 s           |
| 3e                    | Abdelkader Belmokhtar | Algérie               | Cevital               | + 1 min 4 s           |
| 4e                    | Paulius Šiškevičius   | Lituanie              | Staki-Baltik Vairas   | + 2 min 14 s          |
| 5e                    | Tomas Vaitkus         | Lituanie              | Al Nasr Dubaï         | + 2 min 16 s          |
| 6e                    | Tesfom Okubamariam    | Érythrée              | Équipe d'Érythrée     | + 6 min 5 s           |
| 7e                    | Jean-Claude Uwizeye   | Rwanda                | Équipe du Rwanda      | + 8 min 7 s           |
| 8e                    | Million Amanuel       | Érythrée              | Équipe d'Érythrée     | m.t                   |
| 9e                    | Abderrahmane Mansouri | Algérie               | Ooredoo               | m.t                   |
| 10e                   | Patrick Byukusenge    | Rwanda                | Équipe du Rwanda      | m.t                   |
| modifier              |                       |                       |                       |                       |

### Classements finals
| Classement général | Classement général    | Classement général | Classement général  | Classement général |
|                    | Coureur               | Pays               | Équipe              | Temps              |
| ------------------ | --------------------- | ------------------ | ------------------- | ------------------ |
| 1er                | Luca Wackermann       | Italie             | Al Nasr Dubaï       | en 10 h 7 min 37 s |
| 2e                 | Essaïd Abelouache     | Maroc              | Al Nasr Dubaï       | + 1 min 14 s       |
| 3e                 | Tomas Vaitkus         | Lituanie           | Al Nasr Dubaï       | + 2 min 59 s       |
| 4e                 | Paulius Šiškevičius   | Lituanie           | Staki-Baltik Vairas | + 3 min 29 s       |
| 5e                 | Ali Nouisri           | Tunisie            | Équipe de Tunisie   | + 11 min 31 s      |
| 6e                 | Martynas Maniušis     | Lituanie           | Staki-Baltik Vairas | + 12 min 24 s      |
| 7e                 | Abderrahmane Mansouri | Algérie            | Ooredoo             | + 14 min 8 s       |
| 8e                 | Elias Afewerki        | Érythrée           | Équipe d'Érythrée   | + 15 min 43 s      |
| 9e                 | Tesfom Okubamariam    | Érythrée           | Équipe d'Érythrée   | + 15 min 56 s      |
| 10e                | Nassim Saidi          | Algérie            | Équipe d'Algérie    | + 19 min 2 s       |
| modifier           |                       |                    |                     |                    |

### Classements annexes
| Classement des sprints | Classement des sprints | Classement des sprints | Classement des sprints | Classement des sprints |
| ---------------------- | ---------------------- | ---------------------- | ---------------------- | ---------------------- |
|                        | Coureur                | Pays                   | Équipe                 | Point(s)               |
| 1er                    | Tomas Vaitkus          | Lituanie               | Al Nasr Dubaï          | 64 points              |
| 2e                     | Luca Wackermann        | Italie                 | Al Nasr Dubaï          | 45 pts                 |
| 3e                     | Essaïd Abelouache      | Maroc                  | Al Nasr Dubaï          | 40 pts                 |
| modifier               |                        |                        |                        |                        |

| Classement de la montagne | Classement de la montagne | Classement de la montagne | Classement de la montagne | Classement de la montagne |
| ------------------------- | ------------------------- | ------------------------- | ------------------------- | ------------------------- |
|                           | Coureur                   | Pays                      | Équipe                    | Point(s)                  |
| 1er                       | Tesfom Okubamariam        | Érythrée                  | Équipe d'Érythrée         | 42 points                 |
| 2e                        | Essaïd Abelouache         | Maroc                     | Al Nasr Dubaï             | 22 pts                    |
| 3e                        | Tomas Vaitkus             | Lituanie                  | Al Nasr Dubaï             | 18 pts                    |
| modifier                  |                           |                           |                           |                           |

| Classement du meilleur jeune | Classement du meilleur jeune | Classement du meilleur jeune | Classement du meilleur jeune | Classement du meilleur jeune |
|                              | Coureur                      | Pays                         | Équipe                       | Temps                        |
| ---------------------------- | ---------------------------- | ---------------------------- | ---------------------------- | ---------------------------- |
| 1er                          | Ali Nouisri                  | Tunisie                      | Équipe de Tunisie            | en 10 h 19 min 8 s           |
| 2e                           | Abderrahmane Mansouri        | Algérie                      | Ooredoo                      | + 2 min 37 s                 |
| 3e                           | Nassim Saidi                 | Algérie                      | Équipe d'Algérie             | + 7 min 31 s                 |
| modifier                     |                              |                              |                              |                              |

| Classement par équipes | Classement par équipes | Classement par équipes | Classement par équipes |
|                        | Équipe                 | Pays                   | Temps                  |
| ---------------------- | ---------------------- | ---------------------- | ---------------------- |
| 1re                    | Al Nasr Dubaï          | Émirats arabes unis    | en 30 h 26 min 2 s     |
| 2e                     | Staki-Baltik Vairas    | Lituanie               | + 43 min 23 s          |
| 3e                     | Équipe d'Érythrée      | Érythrée               | + 46 min 58 s          |
| modifier               |                        |                        |                        |

### UCI Africa Tour
Ce Tour international d'Oranie attribue des points pour l'UCI Africa Tour 2016, par équipes seulement aux coureurs des équipes continentales professionnelles et continentales, individuellement à tous les coureurs sauf ceux faisant partie d'une équipe ayant un label WorldTeam.
| Position           | 1er | 2e | 3e | 4e | 5e | 6e | 7e | 8e à 10e |
| Classement général | 40  | 30 | 25 | 20 | 15 | 10 | 5  | 3        |
| Par étape          | 7   | 3  | 1  |    |    |    |    |          |
| Leader, par étape  | 1   |    |    |    |    |    |    |          |

| Cycliste              | Équipe              | Général | Étape | Leader | Total |
| --------------------- | ------------------- | ------- | ----- | ------ | ----- |
| Luca Wackermann       | Al Nasr Dubaï       | 40      | 16    | 8      | 64    |
| Essaïd Abelouache     | Al Nasr Dubaï       | 30      | 7     | -      | 37    |
| Tomas Vaitkus         | Al Nasr Dubaï       | 16      | 8     | 4      | 28    |
| Paulius Šiškevičius   | Staki-Baltik Vairas | 12      | -     | -      | 12    |
| Ali Nouisri           | Équipe de Tunisie   | 10      | -     | -      | 10    |
| Martynas Maniušis     | Staki-Baltik Vairas | 8       | -     | -      | 8     |
| Abderrahmane Mansouri | Ooredoo             | 6       | -     | -      | 6     |
| Nassim Saidi          | Équipe d'Algérie    | -       | 5     | -      | 5     |
| Darijus Džervus       | Staki-Baltik Vairas | -       | 5     | -      | 5     |
| Elias Afewerki        | Équipe d'Érythrée   | 3       | -     | -      | 3     |
| Tesfom Okubamariam    | Équipe d'Érythrée   | -       | 2     | -      | 2     |
| Abdelkader Belmokhtar | Cevital             | -       | 2     | -      | 2     |

## Liste des participants
- Liste de départ complète